# Érika Miranda
Érika de Souza Miranda (Brasilia, 4 de junio de 1987) es una deportista brasileña que compite en judo.
Ganó cinco medallas en el Campeonato Mundial de Judo entre los años 2013 y 2018, y nueve medallas en el Campeonato Panamericano de Judo entre los años 2006 y 2016. En los Juegos Panamericanos consiguió tres medallas entre los años 2007 y 2015.

## Palmarés internacional
| Campeonato Mundial      | Campeonato Mundial       | Campeonato Mundial | Campeonato Mundial |
| Año                     | Lugar                    | Medalla            | Categoría          |
| ----------------------- | ------------------------ | ------------------ | ------------------ |
| 2013                    | Río de Janeiro (Brasil)  | Medalla de plata   | –52 kg             |
| 2014                    | Cheliábinsk (Rusia)      | Medalla de bronce  | –52 kg             |
| 2015                    | Astaná (Kazajistán)      | Medalla de bronce  | –52 kg             |
| 2017                    | Budapest (Hungría)       | Medalla de bronce  | –52 kg             |
| 2017                    | Budapest (Hungría)       | Medalla de plata   | Equipo mixto       |
| 2018                    | Bakú (Azerbaiyán)        | Medalla de bronce  | –52 kg             |
| Juegos Panamericanos    |                          |                    |                    |
| Año                     | Lugar                    | Medalla            | Categoría          |
| 2007                    | Río de Janeiro (Brasil)  | Medalla de plata   | –52 kg             |
| 2011                    | Guadalajara (México)     | Medalla de plata   | –52 kg             |
| 2015                    | Toronto (Canadá)         | Medalla de oro     | –52 kg             |
| Campeonato Panamericano |                          |                    |                    |
| Año                     | Lugar                    | Medalla            | Categoría          |
| 2006                    | Buenos Aires (Argentina) | Medalla de bronce  | –52 kg             |
| 2007                    | Montreal (Canadá)        | Medalla de bronce  | –52 kg             |
| 2008                    | Miami (Estados Unidos)   | Medalla de plata   | –52 kg             |
| 2011                    | Guadalajara (México)     | Medalla de bronce  | –52 kg             |
| 2012                    | Montreal (Canadá)        | Medalla de oro     | –52 kg             |
| 2013                    | San José (Costa Rica)    | Medalla de bronce  | –52 kg             |
| 2014                    | Guayaquil (Ecuador)      | Medalla de oro     | –52 kg             |
| 2015                    | Edmonton (Canadá)        | Medalla de oro     | –52 kg             |
| 2016                    | La Habana (Cuba)         | Medalla de oro     | –52 kg             |